# Râul Chirivoaia
Râul Chirivoaia sau Râul Apostol este un curs de apă, afluent al râului Miletin. 